# Roger Marche
Roger Marche est un footballeur international français né le 5 mars 1924 à Villers-Semeuse et mort le 1er novembre 1997 à Charleville-Mézières. Il évolue au poste d'arrière gauche du milieu des années 1940 au début des années 1960.
Surnommé le « sanglier des Ardennes », ou encore « le vieux lion », il remporte avec le Stade de Reims le championnat de France en 1949 et 1953. Il gagne également la coupe de France en 1950, la coupe Latine en 1953 ainsi que la coupe Charles Drago en 1954.
En équipe de France, il compte 63 sélections et marque un but. Il participe à la Coupe du monde de football de 1954 puis celle de 1958 où la France termine 3e. Il est le plus long détenteur du record de sélections sous le maillot bleu, de 1955 à 1983, date à laquelle Marius Trésor le dépasse.

## Biographie

### Débuts
Roger Marche commence le football au sein du club du Football Club Mohonnais, en compagnie de Pierre Flamion, puis de l'Association Sportive des Cheminots. En plus du football, il pratique l’athlétisme et devient champion des Ardennes et de Champagne du 400 mètres et champion des Ardennes du lancer du poids. En mai 1940, lors de l'invasion allemande, il se réfugie, comme tous les Ardennais, en Vendée. Il joue alors comme six autres réfugiés ardennais, dont son frère, au sein de l'équipe « Les Coqs Vendéens » à Bournezeau.

### Arrivée à Reims
Revenu dans les Ardennes, il joue au FCO Charleville puis dans l'équipe fédérale Reims-Champagne où il retrouve Pierre Flamion. Arrière latéral gauche plus physique que technique et dur au marquage, il rejoint ensuite le Stade de Reims tout en continuant à s'entraîner seul dans son village de Mohon, ne rejoignant le club que les jours de match. Le 7 avril 1946, il est appelé pour la première fois en équipe de France, en tant que réserviste, pour un match contre la Tchécoslovaquie. Il reste toute la saison dans le groupe France mais ne connaît aucune sélection.
En 1947, les Rémois terminent vice-champion de France avec la meilleure défense de championnat. Il connaît le 23 mars 1947 sa première sélection avec la France contre le Portugal (1-0). Les Rémois jouent les premiers rôles en championnat et, en 1949, ils remportent leur premier titre avec un point d'avance sur le LOSC. Quatre semaines après leur titre, les Rémois disputent la toute nouvelle coupe Latine mais s'inclinent lourdement face au FC Barcelone (0-5) puis en match de classement face au Torino (3-5).
Roger Marche joue ensuite à l'automne 1949 les qualifications pour la coupe du monde 1950 au Brésil face aux Yougoslaves. Après deux matchs nuls, un match d'appui est organisé à Florence, en Italie. Les Français mènent 2-1 à la 83e minute mais un pénalty sifflé contre Marche permet aux Yougoslaves d'obtenir la prolongation au cours de laquelle ils s'imposent. Après le championnat en 1949, les Rémois s'imposent en finale de la coupe de France en 1950 face au Racing Club de Paris (2-0). Puissant et résistant, Roger Marche est alors surnommé le « Sanglier des Ardennes » par le public et les médias et le 4 juin 1950, il est pour la première fois capitaine de l'équipe de France lors d'un match contre la Belgique (défaite 4-1).

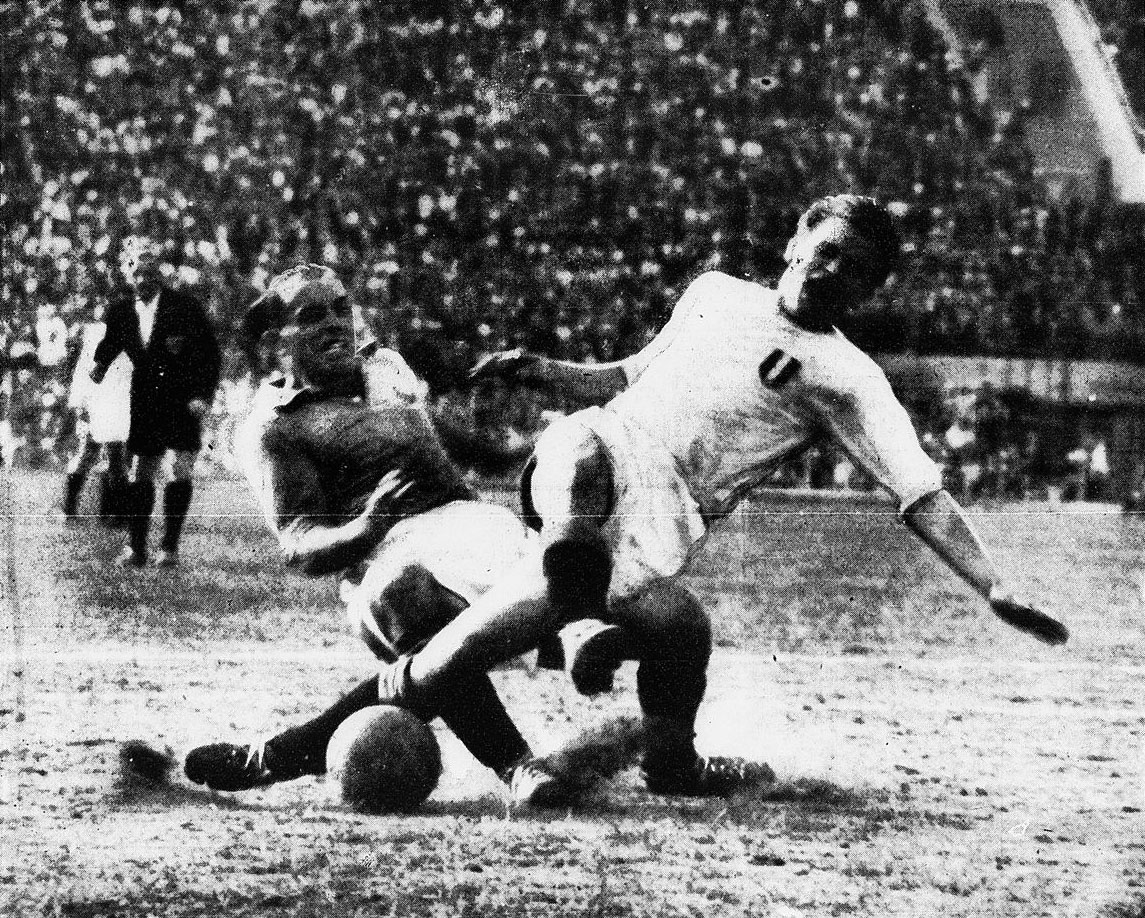
Marche étend Boniperti dans le match amical entre l'Italie et la France (4-1), Gênes, 3 juin 1951.

Les Rémois remportent leur second titre en 1953 avec la meilleure défense et la meilleure attaque du championnat puis la coupe latine face au Milan AC sur deux buts de Raymond Kopa et un de Francis Méano. C'est le premier titre européen pour un club français. L'année suivante, le Stade de Reims termine vice-champion de France et en fin de saison gagne la coupe Charles Drago. En équipe de France, Roger Marche est sélectionné pour la coupe du monde 1954 mais ne dispute que le second match face au Mexique (victoire 3-2).

### Période au RC Paris
Il est par la suite transféré contre sa volonté au RC Paris mais continue toujours à s'entraîner seul dans les Ardennes.
Roger Marche devient alors « le vieux lion » et enchaîne les matchs de prestige sous le maillot bleu. Les Français battent à Hanovre, le 16 octobre 1954, les Allemands qui trois mois plus tôt ont gagné la coupe du monde puis le 17 mars 1955, les Espagnols d’Alfredo Di Stéfano au stade Santiago Bernabéu.
En 1958, Roger Marche fait partie des sélectionnés pour la coupe du monde en Suède. Il joue le second match face aux Yougoslaves, en remplacement de Jean-Jacques Marcel blessé, puis assiste en tribune à la victoire de ses coéquipiers pour la troisième place. Il dispute, le 17 décembre 1959, son dernier match sous les couleurs tricolores face à l'Espagne, dans un match amical disputé au bénéficie des victimes de la catastrophe de Malpasset, près de Fréjus. Il entre en jeu à la 23e minute en remplacement de Raymond Kaelbel et marque à la 61e minute le quatrième but des Français, son seul but avec les « Bleus ».
Avec le Racing, il ne remporte pas de titre mais termine deux fois deux fois vice-champion de France en 1961 et 1962. Il dispute, le 22 octobre 1961, lors d'une rencontre de championnat contre le Nîmes Olympique (défaite 0-4) son 543e et dernier match de division 1.
En 2022, le magazine So Foot le classe dans le top 1000 des meilleurs joueurs du championnat de France, à la 71e place.

### Fin de carrière
Roger Marche reprend alors une licence amateur et joue à l'Olympique de Charleville puis en 1962 termine sa carrière dans le club de ses débuts, l'Association Sportive de Mohon comme entraîneur joueur jusqu'à l'âge de 42 ans. Il tient également dans son village un bar puis devient chauffeur-routier et en 1965, il est nommé chevalier dans l'ordre national du Mérite. Il meurt le 1er novembre 1997 à l'âge de 73 ans à Charleville-Mézières, la même année que son frère. Quelques mois après sa mort, le stade de Villers-Semeuse est rebaptisé à son nom.

## Palmarès

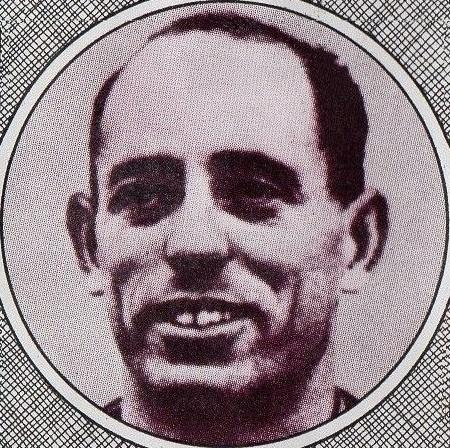
Roger Marche.

Roger Marche remporte sous le maillot rémois le championnat de France en 1949 et 1953. Il est également avec cette équipe vice-champion de France en 1947 et 1954. Il gagne également la coupe de France en 1950, la coupe Latine en 1953 ainsi que la coupe Charles Drago en 1954.
Avec les Racingmen, il est deux fois vice-champion de France en 1961 et 1962.
Il dispute 543 matchs de division 1 ce qui en fait le 8e joueur le plus capé de l'histoire du championnat de France.
En équipe de France, il dispute la Coupe du monde de 1954, termine troisième de la Coupe du monde de 1958 et participe aux qualifications du premier championnat d'Europe des nations. Il compte 63 sélections et marque 1 but lors de son dernier match contre l'Espagne, à l'âge de 35 ans, 9 mois et douze jours, ce qui en fait le buteur le plus âgé en Bleu, il est également à 42 reprises capitaine de l'équipe nationale. Sa carrière internationale dure 12 ans et 8 mois, il bat en 1955 le record de sélections détenu auparavant par Étienne Mattler et n'est dépassé qu'en 1983 par Marius Trésor.

## Statistiques

### En club
Le tableau ci-dessous résume les statistiques en match officiel de Roger Marche durant sa carrière de joueur professionnel,,.
| Saison      | Club           | Pays   | Championnat | Championnat | Championnat | Coupes nationales | Coupes nationales | Sélection | Sélection |
| Saison      | Club           | Pays   | Division    | Matchs      | Buts        | Matchs            | Buts              | Matchs    | Buts      |
| ----------- | -------------- | ------ | ----------- | ----------- | ----------- | ----------------- | ----------------- | --------- | --------- |
| 1945 - 1946 | Stade de Reims | France | Division 1  | 32          | 0           | 1                 | 0                 | -         | -         |
| 1946 - 1947 | Stade de Reims | France | Division 1  | 37          | 0           | 5                 | 0                 | 2         | 0         |
| 1947 - 1948 | Stade de Reims | France | Division 1  | 33          | 0           | 4                 | 0                 | 5         | 0         |
| 1948 - 1949 | Stade de Reims | France | Division 1  | 33          | 0           | 3                 | 0                 | 3         | 0         |
| 1949 - 1950 | Stade de Reims | France | Division 1  | 32          | 0           | 6                 | 0                 | 6         | 0         |
| 1950 - 1951 | Stade de Reims | France | Division 1  | 34          | 0           | 1                 | 0                 | 6         | 0         |
| 1951 - 1952 | Stade de Reims | France | Division 1  | 34          | 0           | 3                 | 0                 | 2         | 0         |
| 1952 - 1953 | Stade de Reims | France | Division 1  | 34          | 1           | 3                 | 0                 | 7         | 0         |
| 1953 - 1954 | Stade de Reims | France | Division 1  | 32          | 0           | 7                 | 0                 | 7         | 0         |
| 1954 - 1955 | RC Paris       | France | Division 1  | 33          | 0           | 3                 | 0                 | 5         | 0         |
| 1955 - 1956 | RC Paris       | France | Division 1  | 33          | 0           | 4                 | 0                 | 6         | 0         |
| 1956 - 1957 | RC Paris       | France | Division 1  | 32          | 0           | 5                 | 0                 | 5         | 0         |
| 1957 - 1958 | RC Paris       | France | Division 1  | 31          | 0           | 5                 | 0                 | 2         | 0         |
| 1958 - 1959 | RC Paris       | France | Division 1  | 37          | 0           | 4                 | 0                 | 3         | 0         |
| 1959 - 1960 | RC Paris       | France | Division 1  | 38          | 0           | 3                 | 0                 | 4         | 1         |
| 1960 - 1961 | RC Paris       | France | Division 1  | 36          | 0           | 5                 | 0                 | -         | -         |
| 1961 - 1962 | RC Paris       | France | Division 1  | 2           | 0           | -                 | -                 | -         | -         |
| Total       | Total          | Total  | Total       | 543         | 1           | 62                | 0                 | 63        | 1         |

## Distinction
- Grand Prix de la Presse Sportive 1953.